# Teoria del complotto sull'attentato di via Rasella
La teoria del complotto sull'attentato di via Rasella consiste nell'ipotesi che l'azione gappista avesse come obiettivo occulto quello di colpire, provocando una rappresaglia contro i prigionieri, alcuni gruppi della Resistenza romana politicamente rivali del Partito Comunista Italiano.
La teoria non ha trovato riscontri né in sede storiografica né in sede giudiziale ed è stata valutata come infondata dagli storici che se ne sono occupati.

## Presupposti

### Rapporti tra PCI e Fronte militare clandestino
Il PCI nutriva sospetti e diffidenze verso il Fronte militare clandestino del colonnello Giuseppe Cordero Lanza di Montezemolo, formazione che riuniva tutti gli elementi fedeli al governo Badoglio (con sede a Brindisi e poi a Salerno), di cui seguiva le direttive e che rappresentava anche politicamente nella capitale occupata. Il 13 dicembre 1943 il dirigente comunista Giorgio Amendola, nell'illustrare alla direzione milanese del partito gli ostacoli verso l'insurrezione finale, descrisse il Fronte militare clandestino come «una organizzazione reazionaria che cerca di inquadrare i carabinieri e gli ex ufficiali e che si propone di lottare contro i tedeschi ma di assicurare l'"ordine" e di impedire l'intervento popolare nella lotta».
Nelle sue memorie del 1973 Amendola afferma che le profonde divergenze politiche non gli impedirono in seguito di avviare una collaborazione con Montezemolo, il quale pure si autodefiniva, oltre che monarchico, «anticomunista sfegatato». Dalle memorie di Amendola si apprende inoltre che il proposito di eliminare la concorrenza politica dei monarchici e dei militari, anche attaccandoli, era limitato ad alcune frange di sinistra autonome dal CLN, avendo il dirigente comunista respinto «con indignazione» un progetto in tal senso dell'ex vicesegretario socialista Carlo Andreoni (il quale, avversario politico del PCI durante e dopo la guerra, era morto nel 1957).

### Rapporti tra PCI e Bandiera Rossa
È nota inoltre l'ostilità del PCI verso i gruppi trotskisti, che nel gennaio 1944 l'edizione meridionale dell'Unità denunciò come quinta colonna del nazismo e del fascismo, definendoli tra l'altro «rettili abietti da schiacciare senza pietà nell'interesse non solamente del Partito e della classe operaia ma dell'umanità intera. [...] prendendo ad esempio quanto hanno fatto i compagni russi nella loro lotta per l'annientamento del trotskismo». Il Movimento Comunista d'Italia (MCd'I), meglio noto come Bandiera Rossa, era ritenuto "trotskista" dai comunisti del PCI.
L'edizione romana dell'Unità attaccò varie volte Bandiera Rossa, sia prima sia dopo l'eccidio delle Fosse Ardeatine.

### Presenza di partigiani di Bandiera Rossa in via Rasella
Al momento dello scoppio della bomba, nella latteria di Romolo Gigliozzi in via Rasella si trovavano alcuni partigiani di Bandiera Rossa, appartenenti a una banda formata da operai della compagnia telefonica TETI. Secondo la versione dei fatti di Orfeo Mucci, commissario politico di Bandiera Rossa, tre partigiani del gruppo si trovavano sul posto e «stavano preparando un attentato non si sa organizzato da chi»; di questi, Antonio Chiaretti ed Enrico Pascucci, dopo l'esplosione, «vedendo i tedeschi mettere al muro tutti i passanti... tirarono fuori le pistole per difendersi ma subito Antonio Chiaretti cadde stroncato da una raffica di mitra mentre Enrico Pascucci fu arrestato (e poi massacrato)»; un terzo partigiano del gruppo, il muratore Giovanni Tanzini, venne rastrellato e individuato come partigiano dalla tessera di appartenenza al gruppo rinvenutagli addosso con la perquisizione: fu poi deportato in Germania, da dove, dopo la fine della guerra, tornò vivo ma gravemente prostrato dalla prigionia. Non è mai stato acclarato il perché i tre partigiani si trovassero in via Rasella proprio durante l'attentato. Nel caso di Chiaretti si è accertato che non fu ucciso dai tedeschi, bensì rimase vittima della bomba.
Lo storico Alessandro Portelli scrive che nel «bar-latteria, con l'insegna "spaccio di ghiaccio", con due ingressi all'angolo di via Rasella e via del Boccaccio, il 23 marzo del 1944 c'erano tre militanti di Bandiera Rossa, intenti a preparare un attentato. Secondo Roberto Gremmo, storico e apologista di Bandiera Rossa, non erano lì per caso: il locale era "gestito da un socialista, Romolo Gigliozzi, che disponeva di alcune sale, in cui sarebbe stato possibile (anche per le idee politiche del proprietario) un incontro clandestino di antifascisti"».
Portelli osserva che la «presenza dei partigiani di Bandiera Rossa sul posto dell'attentato ha dato luogo a molteplici ipotesi. Orfeo Mucci rimane dell'opinione che vi fossero stati attirati, all'insaputa dei loro stessi comandanti, da qualcuno che già sapeva che cosa sarebbe successo, probabilmente la stessa spia che aveva fatto arrestare altri compagni mentre preparavano un attentato ai telefoni due giorni prima [...]. Secondo Gremmo, la spia Priori sapeva dell'attentato perché era infiltrato anche nei Gap».
Nel libro di memorie di Mario Fiorentini, pubblicato nel 2015, si fa riferimento a una presenza abituale in via Rasella di esponenti comunisti estranei al PCI. Fiorentini, che era stato l'ideatore del piano originario dell'attentato che prevedeva di attaccare in via delle Quattro Fontane, affermò di essere stato «nettamente contrario» ad attaccare in via Rasella perché – ricordò – «abitavo nella parte bassa ed ero conosciuto mentre nella parte alta ci abitava un operaio che lavorava in una fabbrica di polveri da sparo sulla via Tiburtina. Con questo operaio, Tonino Tatò per i cattolici ed io per i comunisti [del PCI, ndr], avevamo avuto delle riunioni [...]». In un'intervista resa due anni dopo, l'anziano ex gappista dichiarò che in via Rasella aveva avuto «addirittura delle riunioni con elementi della sinistra cristiana e di Bandiera Rossa. C'era una cellula di operai comunisti».

### Appartenenza politica delle vittime dell'eccidio delle Fosse Ardeatine
I dati relativi all'appartenenza politica delle vittime dell'eccidio delle Fosse Ardeatine, perpetrato dall'SD agli ordini di Herbert Kappler in rappresaglia per l'attentato di via Rasella, variano a seconda delle fonti. Secondo l'elenco dell'associazione delle famiglie delle vittime (ANFIM), le formazioni più colpite furono nell'ordine: Partito d'Azione (57 vittime), Movimento Comunista d'Italia - Bandiera Rossa (44), Fronte militare clandestino (43), Partito Comunista Italiano (32).

## Formulazioni della teoria
Traendo talora spunto dalle tensioni politiche fra PCI e altri gruppi della Resistenza, nonché dalla circostanza per cui nella rappresaglia il PCI riportò meno vittime rispetto a questi ultimi, è stata formulata una teoria del complotto che inquadra la vicenda alla luce di un presunto piano del PCI volto a ottenere l'egemonia nel movimento resistenziale romano ai danni degli altri gruppi, provocando la rappresaglia tedesca e orientandola ai loro danni.

### Corrado Govoni
L'accusa ai gappisti di aver condiviso con i tedeschi un'«unica mira», ossia l'eliminazione dei prigionieri, si rinviene in due componimenti che il poeta Corrado Govoni dedicò rispettivamente all'eccidio delle Fosse Ardeatine (La fossa carnaia ardeatina, 1944) e al proprio figlio Aladino, partigiano di Bandiera Rossa, che fu tra le vittime dell'eccidio (Aladino. Lamento per mio figlio morto, 1946).

Corrado Govoni

Nel primo si legge:
e nel secondo:

### Giorgio Pisanò
Nel 1962 Giorgio Pisanò (giornalista, ex combattente della RSI, più tardi senatore del MSI) pubblicò il libro Sangue chiama sangue, sulla guerra civile del 1943-45, che ebbe numerose ristampe. Il secondo capitolo è intitolato La verità sulla rappresaglia delle Fosse Ardeatine (25 marzo 1944). Caratterizzata da numerosi errori fattuali, la ricostruzione proposta da Pisanò attribuisce la principale responsabilità dell'eccidio delle Ardeatine ai gappisti autori dell'attentato, il quale, secondo Pisanò, «venne eseguito in funzione della rappresaglia che ne sarebbe inevitabilmente seguita» e «nella quasi certezza che i tedeschi avrebbero scelto gli ostaggi da fucilare tra i prigionieri politici nelle loro mani. E questi prigionieri erano, in assoluta maggioranza, antifascisti non comunisti: ufficiali del Centro militare e uomini del partito d'Azione». Pisanò precisa di non avere «prove per sostenere un'accusa così grave», ma aggiunge che le «indagini» da lui compiute «in tutte le province dove infuriò la guerra civile» lo hanno portato alla constatazione «che i comunisti cercarono di provocare le rappresaglie più sanguinose là dove le carceri rigurgitavano specialmente di antifascisti non comunisti».

### Altri autori
Secondo alcune formulazioni della teoria del complotto, i comunisti del PCI avrebbero fatto progressivamente arrestare, tramite una ben orchestrata campagna di delazioni, la maggior parte degli esponenti delle altre formazioni, per poi effettuare un attacco clamoroso affinché costoro fossero fucilati per rappresaglia. Detta tesi è stata variamente sostenuta da autori di diversa provenienza politica, tra cui Pierangelo Maurizio (giornalista per quotidiani di centrodestra), Roberto Gremmo (storico, a lungo attivo nella sinistra extra-parlamentare), Roberto Guzzo (ex partigiano di Bandiera Rossa), Sergio Bertelli (storico, ex comunista diventato critico verso il PCI) e Massimo Caprara (ex segretario personale di Togliatti e deputato del PCI, poi uscito dal partito diventandone anch'egli un deciso critico).
Pierangelo Maurizio ritiene che Antonio Chiaretti, Enrico Pascucci e altri partigiani di Bandiera Rossa si sarebbero trovati in via Rasella al momento dell'esplosione non per caso, ma perché attirati in una trappola. Inoltre, per alcuni sostenitori della tesi del complotto, il PCI si sarebbe avvalso dei propri rapporti con la polizia per influenzare la compilazione delle liste dei fucilandi e il linciaggio di Donato Carretta, ex direttore del carcere di Regina Coeli, durante il processo a Pietro Caruso nel settembre 1944, sarebbe servito a mettere a tacere l'uomo al corrente di quanto accaduto.

## Verifiche giudiziali
Le presunte influenze del PCI nella compilazione delle liste degli ostaggi da uccidere alle Ardeatine non risultano né dalla deposizione di Donato Carretta durante l'istruttoria del processo a Pietro Caruso, né dalle deposizioni difensive di quest'ultimo.
Nel corso di un procedimento penale intrapreso nel 1997 nei confronti di Rosario Bentivegna, Carla Capponi e Pasquale Balsamo su iniziativa di Giovanni Zuccheretti (fratello di Piero) e Luigi Iaquinti (nipote di Antonio Chiaretti), la tesi secondo cui l'attentato fosse finalizzato all'eliminazione di altri gruppi della Resistenza è stata sostenuta da Roberto Guzzo e Massimo Caprara, sentiti come testimoni. Il 27 giugno 1997, il giudice per le indagini preliminari del Tribunale di Roma, Maurizio Pacioni, ha giudicato del tutto insostenibile la ricostruzione di Guzzo, ritenendo che contenesse solo «meri sospetti ed illazioni».
Nella successiva ordinanza di archiviazione emessa dallo stesso Pacioni il 16 aprile 1998, si legge: «Se era certamente prevedibile una dura reazione tedesca all'attentato, non erano, però, prevedibili le forme e i modi in cui questa si sarebbe realizzata, essendo quella della rappresaglia (e in particolare della rappresaglia su persone detenute) solo una delle possibilità preventivabili». Dall'ordinanza risulta inoltre che Caprara ammise di «non avere alcun elemento per affermare che l'attentato di via Rasella fosse strumentalizzato in direzione d'una prevedibile rappresaglia nei confronti di militanti politici di diverso colore». L'ordinanza conclude: «La tesi prospettata dalle parti offese circa l'asserito carattere strumentale dell'attentato 'de quo' rispetto a finalità di lotta contro altri gruppi della Resistenza, non soltanto non ha trovato alcuna conferma negli atti di indagine compiuti dal pm, ma appare anche radicalmente smentita sotto un profilo logico».

## Verifiche storiografiche
Il principale storico del movimento Bandiera Rossa, Silverio Corvisieri, reputa la teoria del complotto del tutto priva di fondamento.
Lo storico e studioso di letteratura Alessandro Portelli, esaminando i due componimenti di Corrado Govoni sull'eccidio delle Fosse Ardeatine, tende a ridimensionare l'importanza relativa della polemica contro i GAP contenuta nei due libri, i quali, secondo Portelli, sono soprattutto «l'invettiva e il lamento sconsolato e furibondo di un uomo che, sconfitto nella vita pubblica [...], è colpito da un'inaccettabile tragedia personale». Portelli scrive che La fossa carnaia ardeatina è «un'invettiva e una maledizione universale» rivolta non solo contro i partigiani autori dell'attentato di via Rasella, ma anche contro gli ufficiali tedeschi responsabili dell'eccidio, contro Mussolini, contro l'intero popolo tedesco e contro i collaborazionisti italiani. In Aladino. Lamento per mio figlio morto, per Portelli, «la maledizione si allarga», in quanto Govoni «inveisce contro il re fuggiasco, il papa inerte, la città di Roma [...], gli italiani tutti», l'umanità intera e «persino contro il figlio ucciso», cosicché, sempre secondo Portelli, «l'invettiva contro gli attentatori di via Rasella [...] serve soprattutto a integrare una condanna universale». Portelli riporta inoltre una testimonianza orale di Flavio Govoni (nipote del poeta, figlio del fratello di Aladino Govoni), secondo la quale Corrado Govoni, nei suoi ultimi due anni di vita, avrebbe avuto lo scrupolo di essere stato «troppo duro» e di avere «esagerato» in certi giudizi politici espressi nei componimenti in questione.
Portelli sottolinea i legami, di carattere anche personale, che intercorrevano fra alcuni gappisti ed esponenti di altre formazioni (Mario Fiorentini proveniva da Giustizia e Libertà; Franco Calamandrei era figlio di Piero Calamandrei che era stato uno dei fondatori del Partito d'Azione, nel quale militava anche la madre di Marisa Musu) per affermare l'implausibilità della teoria secondo cui questi gappisti «avrebbero agito a via Rasella al fine di far morire i propri compagni [...] o i compagni del proprio padre, o quelli della propria madre».
Portelli riporta inoltre un passo di una lettera aperta, datata 13 luglio 1997, che l'ex gappista Giulio Cortini scrisse al giudice Pacioni:

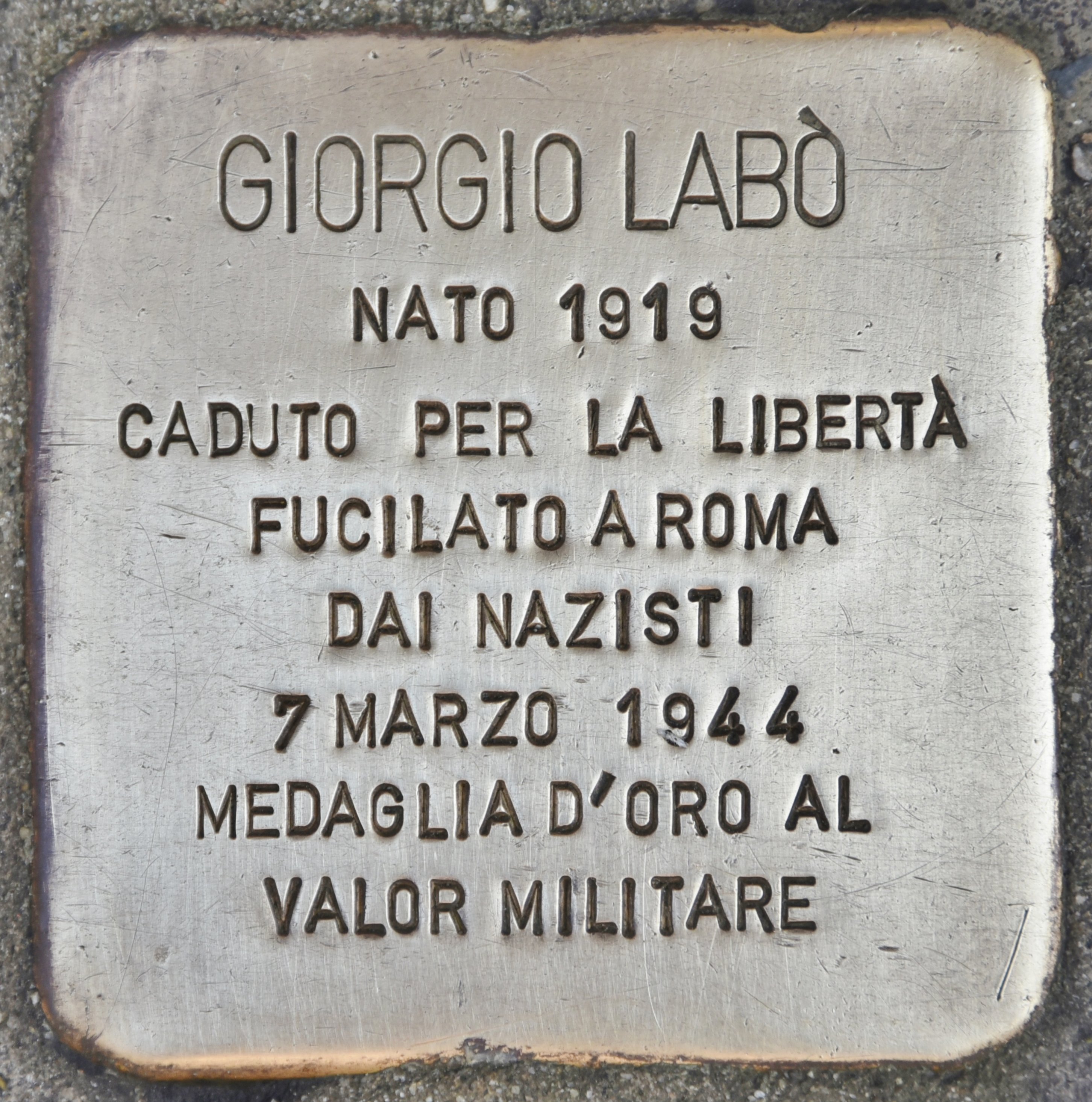
La pietra d'inciampo a memoria del militante comunista Giorgio Labò, davanti alla sua casa a Genova

Scrive ancora Portelli: «se è pensabile che con via Rasella i comunisti potessero immaginare di "decapitare" un movimento presente praticamente solo a Roma come Bandiera Rossa, questo non è certo applicabile a una forza politica nazionale come il Partito d'azione». Dopo aver ricordato che comunque nessuno dei dirigenti romani del PdA figura fra gli uccisi delle Fosse Ardeatine, Portelli conclude che il «Partito d'azione [...] non fu affatto decapitato sul piano romano, e tanto meno su quello nazionale. Lo stesso si può dire per l'illazione, altre volte sollevata, che l'intenzione fosse di far uccidere i capi del Fronte militare: non si capisce che vantaggio ne avrebbero tratto i comunisti visto che, scomparsi Montezemolo, Fenulli, Simoni, con cui qualche cosa in comune l'avevano pur trovata, rischiavano di trovarsi davanti vertici militari molto più ostili».
Riguardo all'ipotesi che i partigiani di Bandiera Rossa fossero presenti sul luogo dell'attentato perché «attirati [...] da qualcuno che già sapeva che cosa sarebbe successo», Portelli osserva: «Tuttavia, Fiorentini ha più volte ribadito il fatto che la data del 23 fu in parte casuale; nei giorni precedenti, i tedeschi non erano passati. Questo contraddirebbe la possibilità di dare un appuntamento». Circa l'ipotesi, formulata da Roberto Gremmo, che la «spia Priori» avesse attirato i partigiani in una trappola, Portelli obietta che «se Priori voleva far arrestare Chiaretti e gli altri, sarebbe bastata una telefonata, come aveva fatto due giorni prima».
Alberto ed Elisa Benzoni, definendo la tesi del complotto parte della «leggenda nera» su via Rasella, approvano le conclusioni al riguardo del giudice Pacioni, il quale, secondo i due storici, ha giustamente accantonato tale teoria per «assoluta mancanza di indizi». I Benzoni rilevano che la teoria del complotto, così come formulata da Pierangelo Maurizio e da Roberto Gremmo, «si articola in due capi d'accusa: la scelta del luogo e della data sarebbe stata legata alla necessità di coinvolgere o nelle necessità dell'attentato o nella rappresaglia il gruppo di Bandiera Rossa che aveva, proprio il 23 marzo, indetto una riunione nei pressi di via Rasella; gli esponenti del PCI, informati della ritorsione, e utilizzando i loro legami con la questura, avrebbero orientato la scelta delle vittime da inviare alle Ardeatine». Circa la prima accusa, i Benzoni scrivono che il fatto che nei giorni successivi all'attentato il PCI lo rivendicò pienamente e senza ondeggiamenti esclude che volesse farne ricadere la responsabilità sugli uomini di Bandiera Rossa. Inoltre, definiscono «certamente inconsistente» l'ipotesi che l'azione gappista intendesse coinvolgere questi ultimi nella rappresaglia, in quanto l'attentato fu continuamente rinviato in relazione a elementi estranei alla loro riunione del 23 marzo, di cui peraltro secondo i due storici i gappisti erano presumibilmente all'oscuro. La seconda accusa, quella di aver influenzato la compilazione delle liste dei prigionieri in modo da mandare a morte i non comunisti, è secondo i due storici esclusa dai ristrettissimi tempi di organizzazione della rappresaglia e implausibile anche dal punto di vista politico, in quanto contrastante con l'atteggiamento dei gruppi non comunisti (nessuno dei quali, successivamente all'eccidio delle Ardeatine, sembrò credere a una responsabilità attiva del PCI nel determinare le modalità della rappresaglia), e in quanto non compatibile con la linea politica complessiva del Partito comunista durante la Resistenza. Secondo i Benzoni, pensare «che il PCI intendesse scientemente operare per la distruzione fisica delle altre componenti della Resistenza significa sacrificare alla leggenda nera la verità storica di quegli anni».
Secondo lo storico tedesco Joachim Staron, la teoria del complotto «pare basarsi troppo sul principio del cui bono e può essere forse ricondotta alla diffusa inclinazione italiana per la "dietrologia", che induce a scorgere dietro ogni evento complotti segreti e poteri oscuri».
Lo storico inglese David Broder (autore, nel 2017, di una tesi di dottorato sul movimento Bandiera Rossa) ha scritto che la teoria del complotto, oltre a mancare di prove, ha «poco senso dal punto di vista della strategia del PCI. Benché la prassi nazista delle rappresaglie fosse ben nota, non vi era ragione per ritenere che essa avrebbe colpito in modo particolare il MCd'I. Tutti i partiti comunisti in Europa dovettero affrontare simili minacce da parte dei nazisti, e tutti insistettero sulla necessità di attaccare comunque le forze di occupazione. Sebbene tale approccio possa essere criticato sul piano della sua efficacia tattica o del rischio in cui poneva persone innocenti, esso non ha nulla a che vedere con la repressione stalinista dei dissidenti. Mentre in altri contesti i seguaci dello stalinismo propagandavano la necessità di trattare i "trotskisti" alla stessa stregua dei nazisti e pubblicizzavano di aver fatto così anche in pratica, la teoria del complotto su via Rasella sostiene che il PCI abbia attaccato i suoi oppositori segretamente e tramite le SS quali inverosimili intermediari». Secondo Broder è inoltre ingiustificata l'indignazione con cui Maurizio asserisce che l'eccidio delle Fosse Ardeatine abbia colpito solamente esponenti del Fronte militare clandestino, del Partito d'Azione e di Bandiera Rossa, dal momento che in realtà i tedeschi uccisero «svariate dozzine» di militanti del PCI, oltre che socialisti ed ebrei non partigiani.
Lo storico Gabriele Ranzato ritiene indebito, per denigrare l'azione di via Rasella, «pur nel quadro di una legittima polemica anticomunista, immeschinirne gli scopi, indicando come principale tra questi l'intenzione di liberarsi, attraverso la rappresaglia, della concorrenza dei gruppi dirigenti degli altri partiti della sinistra resistenziale o dell'ostacolo costituito dagli altri quadri militari, i cui più importanti rappresentanti, essendo già reclusi, non vi sarebbero potuti sfuggire. – Non si può infatti non percepire la sproporzione enorme tra la portata dell'attacco, i gravi rischi immediati e futuri che esso comunque comportava per tutti gli antifascisti, inclusi i comunisti, e la popolazione, e un obiettivo così limitato e inconsistente. Il PdA ebbe, tra tutti i partiti antifascisti, il più alto numero di vittime nella rappresaglia, oltre 40, e il PSIUP circa 15. Quale pericolo costituissero quegli uomini tra cui non emergevano personalità ostili al PCI, che di vittime ne ebbe 29, non è dato sapere. Anche l'eliminazione dei 20 ufficiali che furono uccisi alle Ardeatine non sguarniva di certo granché i comandi dell'esercito badogliano qualora si fosse dovuti arrivare con esso a una prova di forza. Tanto meno può avere fondamento la tesi che l'attentato avesse di mira l'annientamento del gruppo dirigente di Bandiera Rossa, tra le cui 32 vittime accertate della rappresaglia soltanto 7 [...] possono considerarsi dei quadri direttivi, mentre altri di questi o furono fucilati dai tedeschi in più occasioni al Forte Bravetta oppure in buon numero si salvarono. L'eventuale persecuzione da parte del PCI non ha del resto impedito che fin dall'immediato dopoguerra una gran quantità dei militanti di Bandiera Rossa confluisse nelle file del Partito Comunista».